# Cumberland (Virginia)
Cumberland è un census-designated place dello stato della Virginia, appartenente all'omonima contea, della quale è la capitale.